# Giovanni Ciccia
Giovanni Ciccia Ridella, lepiej znany jako Giovanni Ciccia (ur. 18 czerwca 1971 roku w Limie, w Peru) – peruwiański aktor telewizyjny i filmowy, reżyser i producent teatralny, ławnik, prezenter.
Zaczynał jako aktor teatralny uczestniczący w sztukach takich jak Tartuffe (1993), Król Sodomy (1994), Palec w oku (1996), Wielka magia (1997), El Juicio Final (1997), Hamlet (2001), The Rocky Horror Show jako Frank-n-Furter (2001), El Avaro (2002), Las Vacaciones de Betty (2003), Calzones (2003), Hedwig y La Pulgada Furiosa (2005), Jesus Christ Superstar (2006), La Nona (2007-2008), El Misterio de Irma Vap (2007-2009) i La Pareja Dispareja (2009).
Na dużym ekranie zagrał m.in. w dramacie hiszpańskim Nie mów nikomu (No se lo digas a nadie, 1998), występował także w produkcjach telewizyjnych takich jak telenowala Izabella (1999).
W 2001 roku założył zespół The Chabelos, gdzie był wokalistą.
Ożenił się z Domenicą Seminarium, z którą ma dwóch synów – Lucę (ur. w lipcu 2008) i Valentino (ur. 2012).

## Wybrana filmografia

### Filmy fabularne
- 1997: Krew anioła (Sangre de ángel)
- 1998: Nie mów nikomu (No se lo digas a nadie) jako Alfonso Córdoba
- 2000: Papapa jako Ignacio
- 2000: Tinta roja jako Alfonso Fernández
- 2001: El bien esquivo jako Fray Andrés
- 200: Django: la otra cara jako Oswaldo González „Django”
- 2005: El rincón de los inocentes jako Enrique
- 2005: Złoty ząb (El diente de oro) jako Człowiek
- 2005: Mañana te cuento – Cameo
- 2005: Dzień bez seksu (Un día sin sexo) jako Pancho
- 2008: Jutro powiem 2 (Mañana te cuento 2) jako Alfredo
- 2009: El delfín: la historia de un soñador jako Miguel (voz)
- 2010: El Dorado jako Quinteros
- 2010: Sueños de América
- 2011: Bolero de Noche jako „El Trovador”
- 2012: Los ilusionautas jako Albino (voz)
- 2012: Casadentro
- 2013: Ewangelia mięsa (El evangelio de la carne) jako Vicente Gamarra
- 2014: Ona i On (Ella y Él) jako On

### Telewizja
- Nino (1996–1997)
- Izabella (Isabella, mujer enamorada, 1999) jako José Hernández
- Estrellita (2000–2001) jako Augusto
- Estos chikos de ahora (2003) jako Esteban Alcántara
- Tormenta de pasiones (2004) jako Fabián Ibarra
- Misterio (2005)
- Esta sociedad (2006) jako Profesor Seminario
- Mi problema con las mujeres (2007) jako José
- 3G (programa TV, 2007–2015) jako prezenter
- El Dorado (The Search for El Dorado, 2010) jako Quinteros
- Lalola (2011) jako Guillermo Páez
- Al fondo hay sitio (2011, 2014) jako Diego Montalbán